# Gliptoteri
El gliptoteri (Glyptotherium) és un gènere extint de gliptodontí. Pertanyia a un grup de mamífers relacionats amb els armadillos d'avui en dia. Se'l considera un representant de la megafauna nord-americana, gran part de la qual s'extingí en temps prehistòrics. El gliptoteri podria haver desaparegut a causa del canvi climàtic o la interferència per part dels humans. Les últimes espècies de gliptoteri s'extinguiren fa uns 12.000 anys.